# Nowaja Olchowka
Nowaja Olchowka (ros. Новая Ольховка) – osiedle w Rosji, w obwodzie moskiewskim, w rejonie naro-fomińskim. W 2010 liczyło 2009 mieszkańców.